# Európai Filmdíjak 2016
A 29. Európai Filmdíj-átadó ünnepséget (29th European Film Awards), amelyen a 2015. július 1. és 2016. május 31. között hivatalosan bemutatott, az Európai Filmakadémia (EFA) több mint 3000 tagjának szavazata alapján legjobbnak ítélt európai alkotásokat részesítették elismerésben, 2016. december 10-én rendezték meg Wrocławban, Európa egyik 2016. évi kulturális fővárosában. A rendezvény helyszíne a Nemzeti Zenei Fórum (Narodowe Forum Muzyki), házigazdája Maciej Stuhr színész volt.
Az Európai Filmakadémia 2016. augusztus 23-án nyilvánosságra hozta az 50 filmet tartalmazó válogatáslistát, amelyre a legtöbb akadémiai taggal rendelkező húsz ország egy-egy filmet közvetlenül szavazhatott be, a többiről az EFA válogató bizottsága döntött. A díjra jelöltek listáját 2016. november 6-án hozták nyilvánosságra a Sevillai Európai Filmfesztiválon. A legjobb rövidfilm kategóriába az egyes jelölő filmfesztiválok időrendjében érkeztek be a kisfilmek adatai.
2016-ban az EFA több új változtatást is végrehajtott:
- Annak érdekében, hogy ráirányítsák a figyelmet egy fontos filmes szakmára, egy kategóriával – nevezetesen a legjobb európai fodrász- és sminkmesterével – hétre bővítették azon díjak körét, amelyekben egy héttagú külön zsűri dönti el, melyik film technikai-művészi alkotói kapjanak elismerést az Európai Filmdíjra számításba vett válogatásból. A héttagú zsűri szakmai összetétele 2016-ban a következő volt: egy operatőr, egy filmvágó, egy látványtervező, egy jelmeztervező, egy fodrász- és sminkmester, egy zeneszerző és egy hangzás-tervező.
- A bővítés következtében az európai filmdíjak száma 22-re nő, ezen belül az akadémiai tagság által közvetlenül megszavazott díjak száma tíz, a külön zsűri által odaítélteké hét lesz, ami kiegészül a két közönségdíjjal és az igazgató tanács által odaítélt további három elismeréssel.
- Azért, hogy több időt biztosítsanak az akadémiai tagok szavazására, ez évben a filmek előzetes válogatásba jelölésének határidejét a korábbi június 15-ről május 31-re változtatták. Egyben egy hónappal előbbre hozták a filmek „első hivatalos vetítésére” vonatkozó időpontot is: 2016-tól a korábbi július 1. helyett június 1. lesz a következő évi díjakra jelölhető filmek nagyközönség előtti bemutatásának kezdő időpontja.[4]

A Fiatal Közönség Filmnapját 2016. május 8-án tartották. A rendezvényen 26 ország tizenévesei választottak a számukra készült 3 alkotásból. A mintegy 40 magyar fiatal részére a Tabán moziban szervezték meg az egész napos filmnézést és a szavazást.
A nagyjátékfilmek előválogatása során bejutott a legjobb 50 alkotás közé Till Attila Tiszta szívvel című gengszterfilmje.
2016-ban az EFA és a Hamburgi Filmfesztivál (Filmfest Hamburg) közösen alapított egy filmes elismerést, melyet európai egyetemisták szavazatai alapján ítélnek oda az év európai filmterméséből legjobbnak talált játék- vagy dokumentumfilmnek. Az Európai Egyetemi Filmdíjat – noha nem tartozik az európai filmdíjak sorába – a gálaünnepségén adják át a nyertes film rendezőjének. Az induló programban 13 európai egyetem vett részt, köztük a Pázmány Péter Katolikus Egyetem. Az első díjat Ken Loach brit filmrendező vehette át, Én, Daniel Blake című alkotásáért.

## Válogatás
1. 24 Wochen (24 hét) – rendező: Anne Zohra Berrached
2. Abluka – rendező: Emin Alper
3. Ausma – rendező: Laila Pakalnina
4. Bacalaureat (Érettségi) – rendező: Cristian Mungiu
5. Cartas da Guerra – rendező: Ivo Ferreira
6. Chevalier (ταινία) – rendező: Athina Rachel Tsangari
7. Córki Dancingu – rendező: Agnieszka Smoczynska
8. D’Ardennen – rendező: Robin Pront
9. Der Staat gegen Fritz Bauer (Az állam Fritz Bauer ellen) – rendező: Lars Kraume
10. Einer von uns – rendező: Stephan Richter
11. El olivo (Az olajfa) – rendező: Icíar Bollaín
12. Elle (Áldozat?) – rendező: Paul Verhoeven
13. En man som heter Ove (Az ember, akit Ovénak hívnak) – rendező: Hannes Holm
14. Florence Foster Jenkins (Florence – A tökéletlen hang) – rendező: Stephen Frears
15. Hymyilevä mies (Olli Mäki legboldogabb napja) – rendező: Juho Kuosmanen
16. I, Daniel Blake (Én, Daniel Blake) – rendező: Ken Loach
17. Julieta – rendező: Pedro Almodóvar
18. Kollektivet (A kommuna) – rendező: Thomas Vinterberg
19. Köpek – rendező: Esen Işık
20. Krigen (Egy háború) – rendező: Tobias Lindholm
21. L’avenir (Az eljövendő napok) – rendező: Mia Hansen-Løve
22. La fille inconnue (Az ismeretlen lány) – rendező: Jean-Pierre és Luc Dardenne
23. La pazza gioia (Őrült boldogság) – rendező: Paolo Virzi
24. Madárkák (Þrestir) – rendező: Rúnar Rúnarsson
25. Mammal – rendező: Rebecca Daly
26. Me’ever laharim vehagvaot (מעבר להרים ולגבעות) – rendező: Eran Kolirin
27. Mimosas – rendező: Oliver Laxe
28. (M)ucsenik ((М)ученик, Mártírok) – rendező: Kirill Szemjonovics Szerebrennikov
29. Moi, Olga (Já, Olga Hepnarová) – rendező: Petr Kazda és Tomás Weinreb
30. Non essere cattivo (Ne légy rossz) – rendező: Claudio Caligari
31. Obce niebo – rendező: Dariusz Gajewski
32. Perfetti sconosciuti (Teljesen idegenek) – rendező: Paolo Genovese
33. Peszny pesznej (Песнь песней) – rendező: Eva Nejman
34. Pyromanen – rendező: Erik Skjoldbjærg
35. Quand on a 17 ans – rendező: André Téchiné
36. Rauf – rendező: Bariş Kaya és Soner Caner
37. Room (A szoba) – rendező: Lenny Abrahamson  )
38. S one strane – rendező: Zrinko Ogresta
39. Sieranevada – rendező: Cristi Puiu (Roumanie
40. Smrt u Sarajevu (Halál Szarajevóban) – rendező: Danis Tanović
41. Suffragette (A szüfrazsett) – rendező: Sarah Gavron
42. Suntan (Lesülve) – rendező: Argyris Papadimitropoulos
43. The paradise suite (Amszterdami mozaik) – rendező: Joost van Ginkel
44. Tikkun – rendező: Avishai Sivan
45. Tiszta szívvel – rendező: Till Attila
46. Toni Erdmann – rendező: Maren Ade
47. Truman – rendező: Cesc Gay
48. Under sandet (A homok alatt) – rendező: Martin Zandvliet
49. Zjednoczone stany miłości (Egyesült szerelmes államok) – rendező: Tomasz Wasilewski
50. Ztraceni v Mnichově (Elveszve Münchenben) – rendező: Petr Zelenka

## Díjazottak és jelöltek
| „Díjazott” – szürkéskék háttérrel   |
| „Jelölt” – világos szürke háttérrel |

### Legjobb film
| Magyar címe      | Eredeti címe    | Rendező          | Ország                                                             |
| ---------------- | --------------- | ---------------- | ------------------------------------------------------------------ |
| Toni Erdmann     | Toni Erdmann    | Maren Ade        | Németország · Ausztria                                             |
| Áldozat?         | Elle            | Paul Verhoeven   | Franciaország · Németország · Belgium                              |
| A szoba          | Room            | Lenny Abrahamson | Írország · Kanada · Egyesült Királyság · Amerikai Egyesült Államok |
| Én, Daniel Blake | I, Daniel Blake | Ken Loach        | Egyesült Királyság · Franciaország · Belgium                       |
| Julieta          | Julieta         | Pedro Almodóvar  | Spanyolország                                                      |

### Legjobb vígjáték
| Magyar címe                  | Eredeti címe         | Rendező        | Ország                |
| ---------------------------- | -------------------- | -------------- | --------------------- |
| Az ember, akit Ovénak hívnak | En man som heter Ove | Hannes Holm    | Svédország · Norvégia |
| –––                          | La vache             | Mohamed Hamidi | Franciaország         |
| Nézd, ki van itt             | Er ist wieder da     | David Wnendt   | Németország           |

### Az év felfedezettje
| Magyar címe                  | Eredeti címe   | Rendező           | Ország                                     |
| ---------------------------- | -------------- | ----------------- | ------------------------------------------ |
| Olli Mäki legboldogabb napja | Hymyilevä mies | Juho Kuosmanen    | Finnország · Németország · Svájc           |
| Homokvihar                   | Sufat chol     | Elite Zexer       | Izrael · Franciaország                     |
| –––                          | Jajda          | Szvetla Cocorkova | Bulgária                                   |
| Kutyák                       | Câini          | Bogdan Mirică     | Románia · Franciaország · Bulgária · Katar |
| –––                          | Liebmann       | Jules Herrmann    | Németország                                |

### Legjobb dokumentumfilm
| Magyar címe    | Eredeti címe                                                       | Rendező           | Ország                                        |
| -------------- | ------------------------------------------------------------------ | ----------------- | --------------------------------------------- |
| Tűz a tengeren | Fuocoammare                                                        | Gianfranco Rosi   | Olaszország · Franciaország                   |
| –––            | 21 x Nowy Jork                                                     | Piotr Stasik      | Lengyelország                                 |
| –––            | A Family Affair                                                    | Tom Fassaert      | Belgium · Hollandia                           |
| Mr. Gaga       | Mr. Gaga                                                           | Tomer Heymann     | Izrael · Svédország · Németország · Hollandia |
| –––            | S Is for Stanley: trent'anni dietro al volante per Stanley Kubrick | Alex Infascelli   | Olaszország                                   |
| –––            | The Land of the Enlightened                                        | Pieter-Jan de Pue | Belgium · Írország · Hollandia · Németország  |

### Legjobb animációs film
| Magyar címe                           | Eredeti címe                     | Rendező                       | Ország                  |
| ------------------------------------- | -------------------------------- | ----------------------------- | ----------------------- |
| Életem Cukkiniként                    | Ma vie de Courgette              | Claude Barras                 | Svájc · Franciaország   |
| A vörös teknős                        | La tortue rouge                  | Michael Dudok de Wit          | Franciaország · Belgium |
| Pszichonauták – Az elveszett gyerekek | Psiconautas, los niños olvidados | Pedro Rivero, Alberto Vázquez | Spanyolország           |

### Legjobb rendező
| Nyertesek és jelöltek | Magyar címe      | Eredeti címe    |
| --------------------- | ---------------- | --------------- |
| Maren Ade             | Toni Erdmann     | Toni Erdmann    |
| Paul Verhoeven        | Áldozat?         | Elle            |
| Cristian Mungiu       | Érettségi        | Bacalaureat     |
| Ken Loach             | Én, Daniel Blake | I, Daniel Blake |
| Pedro Almodóvar       | Julieta          | Julieta         |

### Legjobb színésznő
| Nyertesek és jelöltek    | Magyar címe     | Eredeti címe   |
| ------------------------ | --------------- | -------------- |
| Sandra Hüller            | Toni Erdmann    | Toni Erdmann   |
| / Valeria Bruni Tedeschi | Őrült boldogság | La pazza gioia |
| Trine Dyrholm            | A kommuna       | Kollektivet    |
| Isabelle Huppert         | Áldozat?        | Elle           |
| Emma Suárez              | Julieta         | Julieta        |
| Adriana Ugarte           | Julieta         | Julieta        |

### Legjobb színész
| Nyertesek és jelöltek | Magyar címe                  | Eredeti címe                |
| --------------------- | ---------------------------- | --------------------------- |
| Peter Simonischek     | Toni Erdmann                 | Toni Erdmann                |
| Javier Cámara         | Truman                       | Truman                      |
| Hugh Grant            | Florence – A tökéletlen hang | Florence Foster Jenkins     |
| Dave Johns            | Én, Daniel Blake             | I, Daniel Blake             |
| Burghart Klaußner     | Az állam Fritz Bauer ellen   | Der Staat gegen Fritz Bauer |
| Rolf Lassgård         | Az ember, akit Ovénak hívnak | En man som heter Ove        |

### Legjobb forgatókönyvíró
| Nyertesek és jelöltek | Magyar címe                | Eredeti címe              |
| --------------------- | -------------------------- | ------------------------- |
| Maren Ade             | Toni Erdmann               | Toni Erdmann              |
| Cristian Mungiu       | Érettségi                  | Bacalaureat               |
| Paul Laverty          | Én, Daniel Blake           | I, Daniel Blake           |
| / Emma Donoghue       | A szoba                    | Room                      |
| Tomasz Wasilewski     | Egyesült szerelmes államok | Zjednoczone stany miłości |

### Legjobb operatőr
| Nyertesek és jelöltek | Magyar címe   | Eredeti címe |
| --------------------- | ------------- | ------------ |
| Camilla Hjelm Knudsen | A homok alatt | Under sandet |

### Legjobb vágó
| Nyertesek és jelöltek               | Magyar címe | Eredeti címe |
| ----------------------------------- | ----------- | ------------ |
| Janus Billeskov Jansen Anne Østerud | A kommuna   | Kollektivet  |

### Legjobb látványtervező
| Nyertesek és jelöltek | Magyar címe   | Eredeti címe |
| --------------------- | ------------- | ------------ |
| Alice Normington      | A szüfrazsett | Suffragette  |

### Legjobb jelmeztervező
| Nyertesek és jelöltek | Magyar címe   | Eredeti címe |
| --------------------- | ------------- | ------------ |
| Stefanie Bieker       | A homok alatt | Under sandet |

### Legjobb fodrász- és sminkmester
| Nyertesek és jelöltek | Magyar címe   | Eredeti címe |
| --------------------- | ------------- | ------------ |
| Barbara Kreuzer       | A homok alatt | Under sandet |

### Legjobb zeneszerző
| Nyertesek és jelöltek         | Magyar címe | Eredeti címe     |
| ----------------------------- | ----------- | ---------------- |
| Ilja Alekszandrovics Demuckij | –––         | Ucsenik (Ученик) |

### Legjobb hangzástervező
| Díjazottak      | Magyar címe | Eredeti címe |
| --------------- | ----------- | ------------ |
| Radosław Ochnio | –––         | 11 minut     |

### Európai koprodukciós díj – Prix Eurimages
| Díjazott       | Foglalkozás  | Ország    |
| -------------- | ------------ | --------- |
| Leontine Petit | filmproducer | Hollandia |

### Legjobb európai teljesítmény a világ filmművészetében
| Díjazott       | Foglalkozás       | Ország                      |
| -------------- | ----------------- | --------------------------- |
| Pierce Brosnan | színész, producer | Írország / Egyesült Államok |

### Az Európai Filmakadémia életműdíja
| Díjazott             | Foglalkozás                   | Ország        |
| -------------------- | ----------------------------- | ------------- |
| Jean-Claude Carrière | író, forgatókönyvíró, rendező | Franciaország |

### Tiszteletbeli díj
| Díjazott      | Foglalkozás | Ország        |
| ------------- | ----------- | ------------- |
| Andrzej Wajda | filmrendező | Lengyelország |

### Közönségdíj a legjobb európai filmnek
| Magyar címe                  | Eredeti címe              | Rendező              | Ország                                                                         |
| ---------------------------- | ------------------------- | -------------------- | ------------------------------------------------------------------------------ |
| Test                         | Ciało                     | Małgorzata Szumowska | Lengyelország                                                                  |
| A dán lány                   | The Danish Girl           | Tom Hooper           | Egyesült Királyság · Amerikai Egyesült Államok · Belgium · Dánia · Németország |
| Aferim!                      | Aferim!                   | Radu Jude            | Románia · Bulgária · Csehország · Franciaország                                |
| A homár                      | The Lobster               | Jórgosz Lánthimosz   | Írország · Egyesült Királyság · Görögország · Franciaország · Hollandia        |
| Az ember, akit Ovénak hívnak | En man som heter Ove      | Hannes Holm          | Svédország · Norvégia                                                          |
| Egy háború                   | Krigen                    | Tobias Lindholm      | Dánia                                                                          |
| Julieta                      | Julieta                   | Pedro Almodóvar      | Spanyolország                                                                  |
| Legújabb testamentum         | Le Tout Nouveau Testament | Jaco Van Dormael     | Franciaország · Belgium · Luxemburg                                            |
| Mustang                      | Mustang                   | Deniz Gamze Ergüven  | Franciaország · Törökország · Németország                                      |
| Spectre – A Fantom visszatér | Spectre                   | Sam Mendes           | Egyesült Királyság · Amerikai Egyesült Államok                                 |
| Tűz a tengeren               | Fuocoammare               | Gianfranco Rosi      | Olaszország · Franciaország                                                    |
| Zvizdan                      | Zvizdan                   | Dalibor Matanić      | Horvátország · Szerbia · Szlovénia                                             |

### Európai Filmakadémia fiatal közönség díja
| Magyar címe     | Eredeti címe    | Rendező                   | Ország        |
| --------------- | --------------- | ------------------------- | ------------- |
| –––             | Jamais contente | Emilie Deleuze            | Franciaország |
| Lányok elveszve | Pojkarna        | Alexandra-Therese Keining | Svédország    |
| –––             | Rauf            | Soner Caner, Baris Kaya   | Törökország   |

### Legjobb rövidfilm
| Címe                                   | Rendező                                         | Ország                                           | Jelölő fesztivál                    |
| -------------------------------------- | ----------------------------------------------- | ------------------------------------------------ | ----------------------------------- |
| 9 days: From My Window in Aleppo       | Floor van der Meulen, Issa Touma, Thomas Vroege | Hollandia                                        | fesztiváljelölés – Bristol          |
| Amalimbo                               | Juan Pablo Libossart                            | Svédország · Észtország                          | fesztiváljelölés – Velence          |
| A Man Returned                         | Mahdi Fleifel                                   | Egyesült Királyság · Dánia · Hollandia · Libanon | fesztiváljelölés – Berlin           |
| Az átkelő (90 grad nord)               | Detsky Graffam                                  | Németország                                      | fesztiváljelölés – Cork             |
| Edmond                                 | Nina Gantz                                      | Egyesült Királyság                               | fesztiváljelölés – Uppsala          |
| El adios                               | Clara Roquet                                    | Spanyolország                                    | fesztiváljelölés – Valladolid       |
| Home                                   | Daniel Mulloy                                   | Egyesült Királyság · Szerbia · Koszovó · Albánia | fesztiváljelölés – Vila do Conde    |
| I Am Not From Here (Yo no soy de aquí) | Maite Alberdi, Giedrė Žickytė                   | Chile · Litvánia · Dánia                         | fesztiváljelölés – Krakkó           |
| In the Distance                        | Florian Grolig                                  | Németország                                      | fesztiváljelölés – Clermont-Ferrand |
| Le mur                                 | Samuel Lampaert                                 | Belgium                                          | fesztiváljelölés – Gent             |
| Limbo                                  | Konstantina Kotzamani                           | Franciaország · Görögország                      | fesztiváljelölés – Szarajevó        |
| L'immense retour (Romance)             | Manon Coubia                                    | Belgium · Franciaország                          | fesztiváljelölés – Locarno          |
| Padascsa zvezda (Падаща звезда)        | Ljubo Joncsev                                   | Bulgária · Olaszország                           | fesztiváljelölés – Drama            |
| Small Talk                             | Even Hafnor, Lisa Brooke Hansen                 | Norvégia                                         | fesztiváljelölés – Tampere          |
| Tout le monde aime le bord de la mer   | Keina Espiñeira                                 | Spanyolország                                    | fesztiváljelölés – Rotterdam        |

## Európai Egyetemi Filmdíj
Az 1. Európai Egyetemi Filmdíjra (EUFA) jelöltek listáját 2016. október 5-én jelentették be a Hamburgi Filmfesztiválon. Az öt film kiválasztásában közreműködött Feo Aladag filmrendező (Németország), Dagmar Brunow egyetemi adjunktus (Linnaeus Egyetem, Svédország), Luis Martinez Lopez filmkritikus (Spanyolország), Miroszlav Szlabospickij filmrendező (Ukrajna) és Patrick Sobelman filmproducer (Franciaország). A programban részvevő egyetemeken levetítették és megbeszélték a jelölt alkotásokat, majd megszavazták a kedvenc filmjüket. A végső döntést az egyetem küldöttei által tartott hamburgi konferencián hozták meg.
| Magyar címe                  | Eredeti címe    | Rendező         | Ország                                       |
| ---------------------------- | --------------- | --------------- | -------------------------------------------- |
| Én, Daniel Blake             | I, Daniel Blake | Ken Loach       | Egyesült Királyság · Franciaország · Belgium |
| Érettségi                    | Bacalaureat     | Cristian Mungiu | Románia · Franciaország · Belgium            |
| Olli Mäki legboldogabb napja | Hymyilevä mies  | Juho Kuosmanen  | Finnország · Németország · Svájc             |
| Toni Erdmann                 | Toni Erdmann    | Maren Ade       | Németország · Ausztria                       |
| Tűz a tengeren               | Fuocoammare     | Gianfranco Rosi | Olaszország · Franciaország                  |